# Markel Susaeta
Markel Susaeta Laskurain (Eibar, 14 dicembre 1987) è un ex calciatore spagnolo, di ruolo centrocampista o ala.

## Caratteristiche tecniche
Gioca prevalentemente come ala destra, possiede una buona capacità di corsa ed è dotato anche di un buon dribbling ma soprattutto è molto abile nell'effettuare cross ed assist ai compagni.

## Carriera

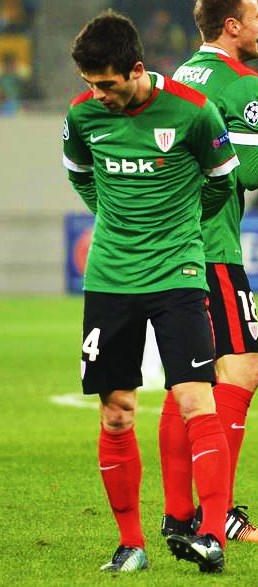
Susaeta con la maglia dell'Athletic Bilbao in Champions League nel 2014

Cresciuto calcisticamente nella cantera dell'Athletic Bilbao, nel 2005 gioca con il Baskonia che è la seconda filiale dell'Athletic Bilbao presso la quale, la squadra basca, manda i propri giovani a cominciare la carriera professionistica.
Richiamato alla casa madre, fa il suo esordio in prima squadra il 2 settembre 2007 nella partita persa 3-1 in trasferta contro il Barcellona, tra l'altro segnando l'unica rete della sua squadra. All'inizio della stagione 2007-2008, viene registrato per la squadra B, ma riuscirà comunque a totalizzare 29 presenze, segnando 4 gol, con la prima squadra. Nella stagione 2017-2018 diventa il nuovo capitano dei Leones succedendo a Gorka Iraizoz.
Il 16 gennaio 2019 ha giocato la sua 500ª partita con i baschi, nello Stadio Ramón Sánchez-Pizjuán. Il 6 maggio successivo la società basca, ha annunciato ufficialmente che il giocatore non rinnoverà il suo contratto alla fine della stagione, terminando così dopo 22 anni tra giovanili e prima squadra, la sua lunga esperienza con il club basco.. In dodici anni di militanza in prima squadra, nell'Athletic Bilbao, ha raccolto globalmente tra tutte le competizioni, 507 partite segnando 56 reti.
Nel 2019 passa un breve periodo in Giappone, nelle file del Gamba Osaka, mentre il 16 gennaio 2020 viene ufficializzato il suo passaggio al club australiano del Melbourne City.

### Nazionale
Tra il 2007 ed il 2008 ha raccolto tre presenze nella nazionale Under-21 spagnola.
Nel novembre del 2012 viene convocato per la prima volta in nazionale dal CT Vicente del Bosque. Il 14 novembre seguente, debutta con la nazionale maggiore in un'amichevole giocata contro Panama, dove subentra al 72º minuto al posto di David Villa, andando anche a segno, nel 5-1 finale delle furie rosse.
In carriera ha giocato anche 4 partite con la Selezione di calcio dei Paesi Baschi.

## Statistiche

### Presenze e reti nei club
Statistiche aggiornate al termine della carriera da calciatore.
| Stagione               | Squadra                | Campionato             | Campionato | Campionato | Coppe nazionali | Coppe nazionali | Coppe nazionali | Coppe continentali | Coppe continentali | Coppe continentali | Altre coppe | Altre coppe | Altre coppe | Totale | Totale |
| Stagione               | Squadra                | Comp                   | Pres       | Reti       | Comp            | Pres            | Reti            | Comp               | Pres               | Reti               | Comp        | Pres        | Reti        | Pres   | Reti   |
| ---------------------- | ---------------------- | ---------------------- | ---------- | ---------- | --------------- | --------------- | --------------- | ------------------ | ------------------ | ------------------ | ----------- | ----------- | ----------- | ------ | ------ |
| 2005-2006              | Baskonia               | TD                     | 36         | 4          | -               | -               | -               | -                  | -                  | -                  | -           | -           | -           | 36     | 4      |
| 2006-2007              | Bilbao Athletic        | SDB                    | 36         | 2          | -               | -               | -               | -                  | -                  | -                  | -           | -           | -           | 36     | 2      |
| 2007-2008              | Bilbao Athletic        | SDB                    | 6          | 0          | -               | -               | -               | -                  | -                  | -                  | -           | -           | -           | 6      | 0      |
| Totale Bilbao Athletic | Totale Bilbao Athletic | Totale Bilbao Athletic | 42         | 2          |                 | -               | -               |                    | -                  | -                  |             | -           | -           | 42     | 2      |
| 2007-2008              | Athletic Bilbao        | PD                     | 29         | 4          | CR              | 5               | 2               | -                  | -                  | -                  | -           | -           | -           | 34     | 6      |
| 2008-2009              | Athletic Bilbao        | PD                     | 34         | 1          | CR              | 6               | 0               | -                  | -                  | -                  | -           | -           | -           | 40     | 1      |
| 2009-2010              | Athletic Bilbao        | PD                     | 35         | 4          | CR              | 1               | 0               | UEL                | 9                  | 0                  | SS          | 1           | 0           | 46     | 4      |
| 2010-2011              | Athletic Bilbao        | PD                     | 28         | 1          | CR              | 3               | 0               | -                  | -                  | -                  | -           | -           | -           | 31     | 1      |
| 2011-2012              | Athletic Bilbao        | PD                     | 38         | 6          | CR              | 9               | 2               | UEL                | 16                 | 5                  | -           | -           | -           | 63     | 13     |
| 2012-2013              | Athletic Bilbao        | PD                     | 36         | 7          | CR              | 2               | 0               | UEL                | 8                  | 4                  | -           | -           | -           | 46     | 11     |
| 2013-2014              | Athletic Bilbao        | PD                     | 38         | 6          | CR              | 5               | 1               | -                  | -                  | -                  | -           | -           | -           | 43     | 7      |
| 2014-2015              | Athletic Bilbao        | PD                     | 31         | 1          | CR              | 8               | 1               | UCL+UEL            | 8+1                | 1+0                | -           | -           | -           | 48     | 3      |
| 2015-2016              | Athletic Bilbao        | PD                     | 28         | 3          | CR              | 4               | 0               | UEL                | 13                 | 2                  | SS          | 2           | 0           | 47     | 5      |
| 2016-2017              | Athletic Bilbao        | PD                     | 26         | 1          | CR              | 3               | 0               | UEL                | 7                  | 0                  | -           | -           | -           | 36     | 1      |
| 2017-2018              | Athletic Bilbao        | PD                     | 34         | 3          | CR              | 1               | 0               | UEL                | 13                 | 0                  | -           | -           | -           | 48     | 3      |
| 2018-2019              | Athletic Bilbao        | PD                     | 22         | 1          | CR              | 3               | 0               | -                  | -                  | -                  | -           | -           | -           | 25     | 1      |
| Totale Athletic Bilbao | Totale Athletic Bilbao | Totale Athletic Bilbao | 379        | 38         |                 | 50              | 6               |                    | 75                 | 12                 |             | 3           | 0           | 507    | 56     |
| 2019                   | Gamba Osaka            | J1                     | 5          | 0          | CI+CJ           | 0+2             | 0+0             | -                  | -                  | -                  |             | -           | -           | 7      | 0      |
| gen.-giu.2020          | Melbourne City         | AL                     | 10         | 2          | FFA             | 0               | 0               | -                  | -                  | -                  | -           | -           | -           | 10     | 2      |
| 2020-2021              | Macarthur              | AL                     | 21+2       | 5+0        | FFA             | 0               | 0               | -                  | -                  | -                  | -           | -           | -           | 23     | 5      |
| Totale carriera        | Totale carriera        | Totale carriera        | 493+2      | 51+0       |                 | 52              | 6               |                    | 75                 | 12                 |             | 3           | 0           | 625    | 69     |

### Cronologia presenze e reti in nazionale
| Cronologia completa delle presenze e delle reti in nazionale ― Spagna | Cronologia completa delle presenze e delle reti in nazionale ― Spagna | Cronologia completa delle presenze e delle reti in nazionale ― Spagna | Cronologia completa delle presenze e delle reti in nazionale ― Spagna | Cronologia completa delle presenze e delle reti in nazionale ― Spagna | Cronologia completa delle presenze e delle reti in nazionale ― Spagna | Cronologia completa delle presenze e delle reti in nazionale ― Spagna | Cronologia completa delle presenze e delle reti in nazionale ― Spagna |
| Data                                                                  | Città                                                                 | In casa                                                               | Risultato                                                             | Ospiti                                                                | Competizione                                                          | Reti                                                                  | Note                                                                  |
| --------------------------------------------------------------------- | --------------------------------------------------------------------- | --------------------------------------------------------------------- | --------------------------------------------------------------------- | --------------------------------------------------------------------- | --------------------------------------------------------------------- | --------------------------------------------------------------------- | --------------------------------------------------------------------- |
| 14-11-2012                                                            | Panama                                                                | Panama                                                                | 1 – 5                                                                 | Spagna                                                                | Amichevole                                                            | 1                                                                     | 72’                                                                   |
| Totale                                                                |                                                                       | Presenze                                                              | 1                                                                     |                                                                       | Reti                                                                  | 1                                                                     |                                                                       |

| Cronologia completa delle presenze e delle reti in nazionale ― Spagna under 21 | Cronologia completa delle presenze e delle reti in nazionale ― Spagna under 21 | Cronologia completa delle presenze e delle reti in nazionale ― Spagna under 21 | Cronologia completa delle presenze e delle reti in nazionale ― Spagna under 21 | Cronologia completa delle presenze e delle reti in nazionale ― Spagna under 21 | Cronologia completa delle presenze e delle reti in nazionale ― Spagna under 21 | Cronologia completa delle presenze e delle reti in nazionale ― Spagna under 21 | Cronologia completa delle presenze e delle reti in nazionale ― Spagna under 21 |
| Data                                                                           | Città                                                                          | In casa                                                                        | Risultato                                                                      | Ospiti                                                                         | Competizione                                                                   | Reti                                                                           | Note                                                                           |
| ------------------------------------------------------------------------------ | ------------------------------------------------------------------------------ | ------------------------------------------------------------------------------ | ------------------------------------------------------------------------------ | ------------------------------------------------------------------------------ | ------------------------------------------------------------------------------ | ------------------------------------------------------------------------------ | ------------------------------------------------------------------------------ |
| 12-10-2007                                                                     | Włocławek                                                                      | Polonia under 21                                                               | 0 – 2                                                                          | Spagna under 21                                                                | Qual. Europeo Under-21 2009                                                    | -                                                                              | 74’                                                                            |
| 5-2-2008                                                                       | Benidorm                                                                       | Spagna under 21                                                                | 2 – 0                                                                          | Francia under 21                                                               | Amichevole                                                                     | -                                                                              | 46’                                                                            |
| 9-9-2008                                                                       | Palencia                                                                       | Polonia under 21                                                               | 0 – 2                                                                          | Spagna under 21                                                                | Qual. Europeo Under-21 2011                                                    | -                                                                              | 56’                                                                            |
| Totale                                                                         |                                                                                | Presenze                                                                       | 3                                                                              |                                                                                | Reti                                                                           | 0                                                                              |                                                                                |

## Palmarès

### Club

#### Competizioni nazionali
- Supercoppa di Spagna: 1 Athletic Bilbao: 2015
- Champions League